# Temnocerus yasumatsui
Temnocerus yasumatsui là một loài bọ cánh cứng trong họ Rhynchitidae. Loài này được Kôno & Morimoto miêu tả khoa học năm 1958.